# Роча, Хоакин
Хоаки́н Ро́ча Эрре́ра (исп. Joaquín Rocha Herrera; 16 августа 1944, Мехико) — мексиканский боксёр тяжёлой весовой категории, выступал за сборную Мексики в конце 1960-х — начале 1970-х годов. Бронзовый призёр летних Олимпийских игр в Мехико, призёр Игр Центральной Америки и Карибского бассейна и Панамериканских игр, победитель многих международных турниров и национальных первенств.

## Биография
Хоакин Роча родился 16 августа 1944 года в Мехико. Активно заниматься боксом начал в раннем детстве, сразу стал показывать достойные результаты и был зачислен в основной состав национальной сборной. Благодаря череде удачных выступлений удостоился права защищать честь страны на домашних летних Олимпийских играх 1968 года, где в категории свыше 81 кг сумел дойти до стадии полуфиналов, проиграв советскому боксёру Йонасу Чепулису.
Получив бронзовую олимпийскую медаль, Роча ещё в течение некоторого времени продолжил выходить на ринг в составе сборной Мексики, принимая участие в крупнейших международных турнирах. Так, в 1970 году он завоевал серебро на Играх Центральной Америки и Карибского бассейна в Панаме, а в 1971-м взял бронзу на Панамериканских играх в Кали. Вскоре после этих соревнований принял решение завершить карьеру спортсмена.